# Бондаренко, Александр Степанович
Бондаренко Александр Степанович (1893, Бабаи, Харьковская губерния, Российская Империя — 27 июля 1941, СССР) — советский учёный, вице-президент ВАСХНИЛ. По национальности — украинец, член ВКП(б). Заведующий конъюнктурным отделом Института мирового хозяйства и мировой политики АН СССР, академик ВАСХНИЛ.

## Биография
Участник Гражданской войны, военный комиссар 44-й дивизии (1919—1920).
Председатель Киевского областного сахарного треста (1920—1923).
Директор сахарного комбината (1924—1925)
Заместитель председателя объединения «Союзглавсахар» (1925—1926).
Окончил Институт Красной профессуры (1930).
Вице-президент (1931—1935), ученый секретарь (1935—1936) ВАСХНИЛ.
Директор ВНИИ свекловичного полеводства (1936—1937).
Заведующий конъюнктурным отделом Института мирового хозяйства и мировой политики АН СССР (1938—1941).
Известен тем, что в письме от 27 марта 1935 года Сталину И. В., написанном совместно с парторгом и членом Президиума ВАСХНИЛ С. Климовым, сообщал следующие обвинения против генетика Николая Вавилова: «В Президиуме Академии он проявляет себя наиболее энергично лишь при отстаивании увеличения штатов и денег для своего института. Он находится постоянно в Ленинграде и изредка выезжает в Москву в месяц на 1 день и то больше по делам Академии наук. Всегда предпочитает, взявши какого-либо иностранца (Харланда или Меллера), уехать на 6 месяцев в турне по СССР совершенно бесконтрольно.»
Проживал в Москве: ул. Арбат, д. 54, кв. 153.
8 февраля 1941 арестован. Приговорён к расстрелу ВКВС СССР 9 июля 1941 по обвинению в шпионаже и участии в контр-революционной террористической организации. Расстрелян и похоронен на «Коммунарке» (Московская область) 27 июля 1941.
Реабилитирован 19 мая 1956 года.